# Campionati italiani maschili assoluti di atletica leggera 1933
I XXIV campionati italiani assoluti di atletica leggera si svolsero in due distinte manifestazioni: la prima, dal 29 al 30 luglio 1933, presso lo stadio Giovanni Berta di Firenze e la seconda, il 28 e 29 ottobre, allo stadio della Nafta di Genova, per le sole gare del decathlon e dei 3000 metri siepi. In totale, furono assegnati ventidue titoli nazionali, tutti in ambito maschile.
Il titolo di campione italiano di maratona fu assegnato il 15 ottobre a Torino, durante la maratona di Torino che vide la partecipazione anche di atleti stranieri, mentre quello della marcia 50 km fu assegnato in un'altra giornata.
Dopo la prima giornata di gare, la classifica per società vedeva in testa il Gruppo Sportivo Fiamme Gialle di Roma con 77 punti, seguito da Pro Patria Milano e Atletica San Giorgio di Genova, rispettivamente con 64 e 60 punti. Nella classifica parziale per regioni al primo posto si trovava la Lombardia con 134 punti, seguita da Emilia con 126 punti e, a pari merito, Piemonte e Venezia Giulia con 112 punti.
Al termine della seconda giornata di gare, la classifica per società vide trionfare l'ASSI Giglio Rosso di Firenze con 175, alle cui spalle si sono posizionate la Pro Patria Milano (152 punti) e l'Unione Ginnastica Goriziana (105 punti). A livello di regioni, la classifica ha visto in testa nuovamente la Lombardia, seguita da Emilia e Toscana (rispettivamente con 249, 217 e 215 punti).

## Risultati

### Le gare del 29-30 luglio a Firenze
| Specialità             | Oro                                                                                   | Prestazione | Argento                                                          | Prestazione | Bronzo                                                                  | Prestazione |
| Corse                  |                                                                                       |             |                                                                  |             |                                                                         |             |
| 100 m                  | Orazio Mariani Sport Club Italia                                                      | 11"0        | Giuseppe Castelli Atletica San Giorgio Genova                    | n/d         | Ulderico Di Blas Unione Ginnastica Goriziana                            | n/d         |
| 200 m                  | Angelo Ferrario Pro Patria Milano                                                     | 22"2/5      | Tullio Gonnelli Virtus Bologna Sportiva                          | 22"3/5      | Gianni Caldana Società Ginnastica Umberto I                             | n/d         |
| 400 m                  | Giacomo Carlini Atletica San Giorgio Genova                                           | 49"3/5      | Manfredo Giacomelli ASSI Giglio Rosso                            | a 1 metro   | Giovanni Turba Pro Patria Milano                                        | a spalla    |
| 800 m                  | Umberto Cerati Sport Club Italia                                                      | 1'55"1/5    | Giuseppe Gordini Virtus Bologna Sportiva                         | 1'56"3/5    | Bruno Kosciaschi Pro Patria Milano                                      | 1'56"3/5    |
| 1500 m                 | Alfredo Furia Associazione Fascista Calcio Padova                                     | 4'14"1/5    | Giorgio Nannetti Virtus Bologna Sportiva                         | 4'14"4/5    | Giuseppe Gordini Virtus Bologna Sportiva                                | 4'16"0      |
| 5000 m                 | Bruno Betti ASSI Giglio Rosso                                                         | 15'22"1/5   | Giuseppe Lippi ASSI Giglio Rosso                                 | 15'26"4/5   | Salvatore Mastroieni Virtus Messina                                     | 15'31"1/5   |
| 10 000 m               | Angelo Malachina Atletica San Giorgio Genova                                          | 32'45"3/5   | Romano Burlo Società Sportiva Giovinezza Trieste                 | 32'52"2/5   | Spartaco Morelli libero                                                 | 33'13"4/5   |
| 110 m hs               | Corrado Valle Unione Sportiva Pisa                                                    | 15"1/5      | Gianni Caldana Società Ginnastica Umberto I                      | 15"3/5      | Aldo Falcione Società Ginnastica Torino                                 | n/d         |
| 400 m hs               | Emilio Mori GUF Torino                                                                | 55"4/5      | Aldo Carati Virtus Bologna Sportiva                              | 57"2/5      | Mario Rabaglino GUF Torino                                              | n/d         |
| Staffetta 4×100 m      | Pro Patria Milano Giovannino Cani Edgardo Toetti Angelo Ferrario Ruggero Maregatti    | 43"2/5      | Unione Sportiva Pisa Cella Di Rosa Corrado Valle Folco Guglielmi | 43"4/5      | GUF Torino Alba Mario Rabaglino Giuseppe Curtoni Vivenza                | 44"0        |
| Staffetta 4×400 m      | ASSI Giglio Rosso Orlando Orlandini Umberto Ridi Pilade Lucchetti Manfredo Giacomelli | 3'26"1/5    | GUF Torino Riccardi Emilio Mori Pino Curtoni Mario Rabaglino     | 3'27"1/5    | Pro Patria Milano Giuseppe Raddrizzani M. Raimondi Job I Giovanni Turba | 3'30"2/5    |
| Salti                  |                                                                                       |             |                                                                  |             |                                                                         |             |
| Salto in alto          | Angelo Tommasi Fondazione Bentegodi Verona                                            | 1,85 m      | Eugenio Gasti EFEF Alessandria                                   | 1,80 m      | Renato Dotti Virtus Bologna Sportiva                                    | 1,75 m      |
| Salto con l'asta       | Danilo Innocenti ASSI Giglio Rosso                                                    | 3,65 m      | Antonio Martello Forti e Liberi Monza                            | 3,55 m      | Francesco Patrizi Virtus Napoli                                         | 3,45 m      |
| Salto in lungo         | Francesco Tabai Unione Ginnastica Goriziana                                           | 7,28 m      | Virgilio Tommasi Fondazione Bentegodi Verona                     | 7,025 m     | Folco Guglielmi Unione Sportiva Pisa                                    | 6,91 m      |
| Salto triplo           | Folco Guglielmi Unione Sportiva Pisa                                                  | 14,635 m    | Francesco Tabai Unione Ginnastica Goriziana                      | 14,27 m     | Plinio Palmano Associazione Sportiva Udinese                            | 13,915 m    |
| Lanci                  |                                                                                       |             |                                                                  |             |                                                                         |             |
| Getto del peso         | Cesare Garulli Virtus Bologna Sportiva                                                | 13,15 m     | Camillo Zemi Società Ginnastica Stradellina                      | 12,94 m     | Gino Zendri Gruppi Sportivi Fiamme Gialle                               | 12,835 m    |
| Lancio del disco       | Luigi Ponzoni La Fratellanza 1874                                                     | 43,33 m     | Giorgio Oberweger Società Sportiva Giovinezza Trieste            | 42,14 m     | Benvenuto Mignani Virtus Bologna Sportiva                               | 40,94 m     |
| Lancio del martello    | Fernando Vandelli La Fratellanza 1874                                                 | 48,315 m    | Armando Poggioli La Fratellanza 1874                             | 46,59 m     | Luigi Tullio Carpi Atletica San Giorgio Genova                          | 43,40 m     |
| Lancio del giavellotto | Luigi Spazzali Unione Ginnastica Goriziana                                            | 57,27 m     | Mario Agosti Associazione Sportiva Udinese                       | 55,29 m     | Pasquale Androsoni Società Ginnastica Roma                              | n/d         |
| Prove multiple         |                                                                                       |             |                                                                  |             |                                                                         |             |
| Pentathlon             | Luigi Spazzali Unione Ginnastica Goriziana                                            | 3486,47 p.  | Federico Guidi Gruppi Sportivi Fiamme Gialle                     | 3376,77 p.  | Enrico Torre ASSI Giglio Rosso                                          | 3368,76 p.  |

### Le gare del 28-29 ottobre a Genova
| Specialità       | Oro                                          | Prestazione | Argento                                     | Prestazione | Bronzo                                   | Prestazione |
| Corse            |                                              |             |                                             |             |                                          |             |
| 3000 metri siepi | Giuseppe Lippi ASSI Giglio Rosso             | 10'30"2/5   | Bruno Betti ASSI Giglio Rosso               | 10'32"      | Giacomo Rodi Atletica San Giorgio Genova | 11'02"4/5   |
| Prove multiple   |                                              |             |                                             |             |                                          |             |
| Decathlon        | Eletto Contieri Società Ginnastica Triestina | 5948,45 p.  | Gianni Caldana Società Ginnastica Umberto I | 5906,05 p.  | Roberto Lux Juventus Bolzano             | 5753,17 p.  |

### La maratona del 15 ottobre a Torino
| Specialità | Oro                                        | Prestazione | Argento                                 | Prestazione | Bronzo  | Prestazione |
| Maratona   | Aurelio Genghini Club Sportivo Audace Roma | 2h38'39"2   | Luigi Rossini Club Sportivo Audace Roma | 2h44'19"8   | Erberti | 2h45'18"8   |

### La marcia 50 km
| Specialità   | Oro                                     | Prestazione | Argento | Prestazione | Bronzo | Prestazione |
| Marcia 50 km | Umberto Olivoni Ginnastica Comense 1872 | 4h54'36"8   |         |             |        |             |